# Made in India (album)
Made in India là album Indi-pop của Alisha Chinai, do Biddu Appaiah sản xuất, phát hành năm 1995. Đây là album đầu tiên của một nghệ sĩ nhạc pop Ấn Độ (Indipop) được bán với quy mô tương đương với album nhạc phim tiếng Hindi, với hơn 5  triệu bản được bán ở Ấn Độ. Album đánh dấu Indipop trở thành một thể loại riêng biệt và ca sĩ Alisha Chinai trở thành người người đề xướng chính cho thể loại này.

## Phát triển
Bài hát này là sáng tác của Biddu Appaiah, một nhạc sĩ và nhà sản xuất nổi như cồn ở Ấn Độ. Năm 1995, trong một dịp bất thường, Biddu quyết định sáng tác một bài hát gì đó nói về Ấn Độ, quê hương ông, một bài hát mà nó tỏa ra được nét văn hóa, cuộc sống, con người Ấn Độ. Sau một thời gian suy nghĩ, cuối cùng Made In India ra đời. Đối với Biddu, bài hát này sẽ tạo được thị trường và người hát nó sẽ có cơ hội vươn ra tầm thế giới, giống như trường hợp nhóm ABBA đã từng làm rạng danh Thụy Điển. Nghĩ vậy, ông quyết định đưa demo cho Nazia Hassan, nàng thơ của ông và ông tin chắc cô sẽ gật đầu.
Nhưng cuối cùng, trái với suy nghĩ của Biddu, một thời gian sau Nazia trả lời khéo rằng cô không thể hát bài này. Lý do được đưa ra là bởi cô vốn người Pakistan nhưng lại hát một bài hát có tựa đề về Ấn Độ sẽ gây ra những nhạy cảm và “có thể làm tổn thương những fan hâm mộ tại Pakistan”.
Sau khi Hassan từ chối lời đề nghị, ca khúc này được trao cho Alisha Chinai.

## Phản hồi
Made in India tiếp tục trở thành một trong những album nhạc pop bán chạy nhất thời bấy giờ và Alisha trở thành một cái tên quen thuộc. Kỷ lục bán được hơn 5  triệu bản ở Ấn Độ, và chủ đề bài hát không chỉ là một hit ở Ấn Độ mà còn trên toàn thị trường quốc tế, đứng đầu các bảng xếp hạng trên khắp châu Á. Alisha sau đó trở thành nhân vật trung tâm của sự xuất hiện của Indipop. Made in India là album nhạc pop Ấn Độ đầu tiên đạt được thành công thương mại ngang tầm với các album nhạc phim Ấn Độ và nó cũng đánh dấu một khởi đầu ngoạn mục cho kỷ nguyên của các video âm nhạc Ấn Độ. Nó cũng trở thành album phi phim đầu tiên phá vỡ kỷ lục doanh thu ở Ấn Độ.

## Các album khác của Chinai
Chinai cũng đã thu âm nhiều bài hát khác với tư cách là một ca sĩ nhạc pop, với việc phát hành album, bên cạnh việc hát trong các bộ phim tiếng Hindi. Trước Made in India, Album lớn đầu tiên của Alisha là Jadoo (Magic) và sau đó cô cũng đã có album Aah... Alisha!, Babydoll, Madonna và Kamasutra. Sau Made in India, Alisha đã tạo ra Om - the inner voice và Dil Ki Rani (Queen of Hearts).

## Tranh cãi
Trong quá trình phát hành Made in India, Alisha đã buộc tội Anu Malik đã quấy rối cô. Một số người cho rằng đó là một trò quảng cáo của ca sĩ để quảng bá album của mình. Sau đó, Malik và Chinai đã không làm việc trong vài năm, chỉ tái hợp vào năm 2003 với Ishq Vishk. Alisha cũng đã buộc tội Magnasound Records lừa dối tiền bản quyền của cô. Công ty âm nhạc đã kiện cô vì tội phỉ báng.

## Danh sách các khúc trong Album
1. Made in India / मेड इन इंडिया
2. Lover Girl / लवर गर्ल
3. Dil / दिल
4. Tu Kahaan / तू कहाँ
5. Ek Baar Do Baar / एक बार दो बार
6. Aajaa / आजा
7. Mere Saath / मेरे साथ
8. Oo La La / ऊ ला ला
9. Dhadkan / धड़कन
10. Made in India (Remix)
11. De De / देदे [11]

## Giải thưởng
- Alisha Chinai đã nhận được Giải thưởng âm nhạc Billboard quốc tế và cũng đã giành được giải thưởng Freddie Mercury cho Nghệ sĩ xuất sắc cho album Made in India.[12][13]